# Betrug (Österreich und Liechtenstein)
Betrug bezeichnet im  Strafrecht Österreichs und Liechtensteins ein Vermögensdelikt, bei dem der Täter in der Absicht rechtswidriger Bereicherung das Opfer durch Vorspiegelung oder Unterdrückung von Tatsachen gezielt so täuscht, dass es sich selbst oder einen Dritten am Vermögen schädigt und damit materiellen Schaden zufügt.
Die betrügerischen Strafdelikte zählen zur Gruppe der Vermögensdelikte und sind im österreichischen und liechtensteinischen Strafgesetzbuch in den § 146 ff. StGB geregelt.

## Betrug
Das Grunddelikt des Betruges findet sich im § 146 StGB und lautet in Österreich und Liechtenstein wortgleich:

„Wer mit dem Vorsatz, durch das Verhalten des Getäuschten sich oder einen Dritten unrechtmäßig zu bereichern, jemanden durch Täuschung über Tatsachen zu einer Handlung, Duldung oder Unterlassung verleitet, die diesen oder einen anderen am Vermögen schädigt, ist mit Freiheitsstrafe bis zu sechs Monaten oder mit Geldstrafe bis zu 360 Tagessätzen zu bestrafen.“

Das Delikt normiert als Tathandlung die Täuschung über Tatsachen und als Taterfolg die Schädigung des Opfers oder eines Dritten am Vermögen. Der Betrug ist ein Vorsatzdelikt und erfordert für die Strafbarkeit einen doppelten Vorsatz. Einerseits Tatbestandsvorsatz, der auf Verwirklichung der äußeren Tatseite gerichtet ist und einem zusätzlichen Vorsatz in Richtung einer unrechtmäßigen Bereicherung, den die Praxis zusammenfassend Täuschung-, Schädigungs- und Bereicherungsvorsatz nennt, wobei bedingter Vorsatz (dolus eventualis) genügt.

## Schwerer Betrug
In § 147 StGB ist die straferhöhende Qualifikation des Betruges geregelt. Die Strafdrohung erhöht sich auf bis zu drei Jahre Freiheitsstrafe, wenn man bei der Vollendung des Betruges
- falsche oder verfälschte Urkunde, ein falsches, verfälschtes oder entfremdetes unbares Zahlungsmittel, falsche oder verfälschte Daten, ein anderes solches Beweismittel oder ein unrichtiges Messgerät verwendet werden (handelt der Täter als Mitglied einer kriminellen Vereinigung ist die Strafe in Österreich sei 2021 Freiheitsstrafe von sechs Monaten bis zu fünf Jahren);
- sich fälschlich für einen Beamten ausgibt.

Seit dem 1. Jänner 2010 ist auch Dopingbetrug strafbar. § 147 Abs. 1a StGB verweist auf die Strafdrohung von bis zu drei Jahren und lautet wie folgt: "Ebenso ist zu bestrafen, wer einen Betrug mit mehr als geringem Schaden begeht, indem er über die Anwendung eines verbotenen Wirkstoffs oder einer verbotenen Methode nach der Anlage der Anti-Doping-Konvention, BGBl. Nr. 451/1991, zu Zwecken des Dopings im Sport täuscht." In Liechtenstein wurde zum 1. Oktober 2019 eine Dopingvorschrift mit ähnlichem Wortlaut eingeführt.
Die gleiche Straferhöhung tritt ebenfalls ein, wenn der Betrug einen 5.000 Euro (in Liechtenstein 7.500 Franken) übersteigenden Schaden zur Folge hat. Übersteigt der Schaden 300.000 Euro (in Liechtenstein 300.000 Franken), erhöht sich die Strafdrohung auf ein bis zu zehn Jahre Freiheitsstrafe.

## Gewerbsmäßiger Betrug
Wird der Betrug gewerbsmäßig begangen, so erhöht sich nach § 148 StGB das Strafmaß auf bis zu drei Jahre Freiheitsstrafe. Gewerbsmäßig handelt man nach dem Strafgesetzbuch, wenn man den Betrug in der Absicht begeht, sich durch die wiederkehrende Begehung eine fortlaufende Einnahme zu verschaffen.
Wird ein schwerer Betrug nach § 147 Abs. 1 bis 2 in dieser gewerbsmäßigen Absicht begangen, erhöht sich die Strafandrohung auf von sechs Monate bis zu fünf Jahre Freiheitsstrafe.

## Notbetrug
Der Notbetrug ist in § 150 StGB geregelt und stellt ein Privileg zum Betrug nach § 146 StGB dar. Wer einen Betrug nach § 146 StGB begeht, ist mit einer geringeren Strafdrohung von nur bis zu einem Monat Freiheitsstrafe oder 60 Tagessätzen Geldstrafe zu bestrafen.
Voraussetzung für diese Privilegierung ist, dass der Betrug aus Not begangen wurde, nur einen geringen Schaden verursacht hat und keinen schweren oder gewerbsmäßigen Betrug (§ 147 oder § 148 StGB) darstellt. Außerdem handelt es sich beim Notbetrug um ein Ermächtigungsdelikt, sodass der Täter nur nach Ermächtigung des Opfers verfolgt werden darf.
Wird die Tat gegenüber dem Ehegatten, Verwandten in gerader Linie, dem Bruder oder der Schwester oder anderen Angehörigen, mit denen er in Hausgemeinschaft wohnt, verübt, so ist der Täter überhaupt nicht zu bestrafen.